# Aeroporto Internazionale di Dubai-Al Maktum
L'Aeroporto Internazionale di Dubai-Al Maktum o Dubai World Central (IATA: DWC, ICAO: OMDW) è un aeroporto situato a Jebel Ali, 37 km a sud-ovest di Dubai ed è stato inaugurato il 27 giugno 2010.
La struttura è intitolata allo sceicco Muḥammad b. Rāshid Āl Maktūm, primo ministro e vicepresidente degli Emirati Arabi Uniti dal 2006. È parte del futuro Dubai South, grande centro economico, residenziale e logistico attualmente in costruzione.
L'aeroporto conterrà modi di trasporto, logistica e servizi a valore aggiunto in una singola zona di libera iniziativa economica e coprirà un'area di 14.000 ettari. L'aeroporto avrà una capacità annuale prevista di 12 milioni di tonnellate di merci e tra 160 e 260 milioni di passeggeri quando l'intero progetto verrà completato. Nel futuro vi saranno 4 grandi zone dei gate e 2 terminali. In totale dovrebbero essere costruite 5 piste capaci di far decollare contemporaneamente altrettanti Airbus A380. L'aeroporto dovrebbe contare su 3 linee metropolitane interne, che colleghino le 4 zone d'imbarco, e altre 2 esterne per recarsi nel World Center e nella città di Dubai.
L'aeroporto ha dato avvio alle operazioni cargo a giugno 2010, mentre ha aperto al pubblico il terminal da 5-7 milioni di persone ad ottobre 2013.
Durante il 2017 ha svolto i primi voli passeggeri operati da Qatar Airways e Emirates.